# Jason Geria
Jason Geria, född 10 maj 1993, är en australisk fotbollsspelare som spelar för Melbourne Victory. 

## Klubbkarriär
I mars 2021 värvades Geria av Perth Glory, där han skrev på ett kontrakt över resten av säsongen 2020/2021. Efter säsongen 2020/2021 lämnade Geria klubben. I juli 2021 blev Geria klar för en återkomst i Melbourne Victory.

## Landslagskarriär
Geria har spelat en landskamp för det australiska landslaget.